# Nikon F90

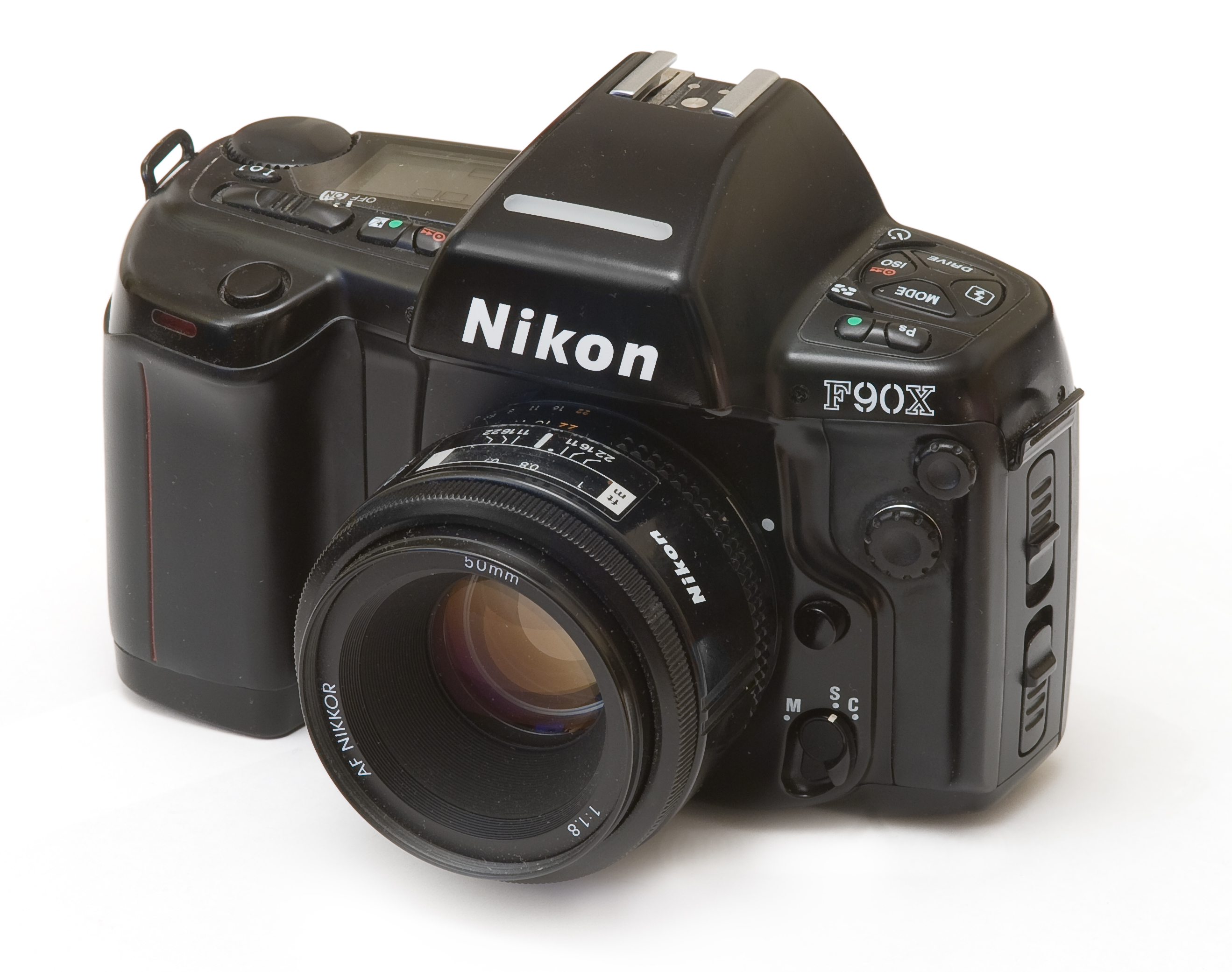
Nikon F90X

Die Nikon F90 wurde von 1992 bis zum Jahre 2001 produziert. Sie war eine semiprofessionelle Autofokus-Spiegelreflexkamera für Kleinbildfilme und trat die Nachfolge der Nikon F-801 an.
Die F90 kam in mehreren Modellvarianten auf den Markt, beispielsweise die F90D mit serienmäßiger Datenrückwand MF-25, die F90S mit serienmäßiger Multifunktionsrückwand MF-26, sowie die grundlegend verbesserte Nikon F90X.

## Beschreibung
Die technische Neuerung war die Einführung einer 3D-Matrix-Belichtungsmessung. Die Matrixmessung teilte das Messfeld in acht Zonen, bei denen Helligkeit und Kontrast gemessen wird. Bei der 3D-Matrixmessung kommt noch ein dritter Parameter hinzu – die Entfernung des Motivs. Diese Information konnte bei Verwendung der neuen D-Objektive an den Mikrocomputer übermittelt werden. Dieser konnte auf diesem Wege Rückschlüsse über die Lage und die Entfernung des Hauptobjekts ziehen und so die Daten der einzelnen Belichtungsmessfelder entsprechend gewichten.
Mit der F90 erschienen gleichzeitig die ersten D-Objektive, und zwar das AF Nikkor 28-70mm/3.5-4.5 D, das AF Nikkor 35-70mm/2.8D und das AF Nikkor 80-200mm/2.8 D ED.
Da die für Profis gebaute Nikon F4 einen langsameren Autofokus hatte, war sie bis zum Erscheinen der Nikon F5 im Jahre 1996 die Nikon-Kamera mit dem schnellsten Autofokus. 

## Technische Daten
- Typ: 35mm Autofokus-SLR
- Bajonett: Nikon F
- Autofokusmessfelder: 1 (1 Kreuzsensor)
- Autofokusmodi: Single Servo und Continuous Servo
- Belichtungsprogramme: Blendenvorwahl (A), Zeitvorwahl (S), Programmautomatik (P), Manuell (M)
- Motivprogramme: Landschaft, Silhouetten, Porträt, Nahaufnahme, Maximale Schärfentiefe
- Belichtungszeiten: 1/8000 bis 30 Sekunden
- Sucher: 92 % mit 0,78-facher Vergrößerung
- Serienbilder: bis zu 3,6 Bilder pro Sekunde
- Belichtungsmessung: 3D-Colormatrixmessung, Mittenbetonte Messung, Spotmessung